# Programma lunare sovietico

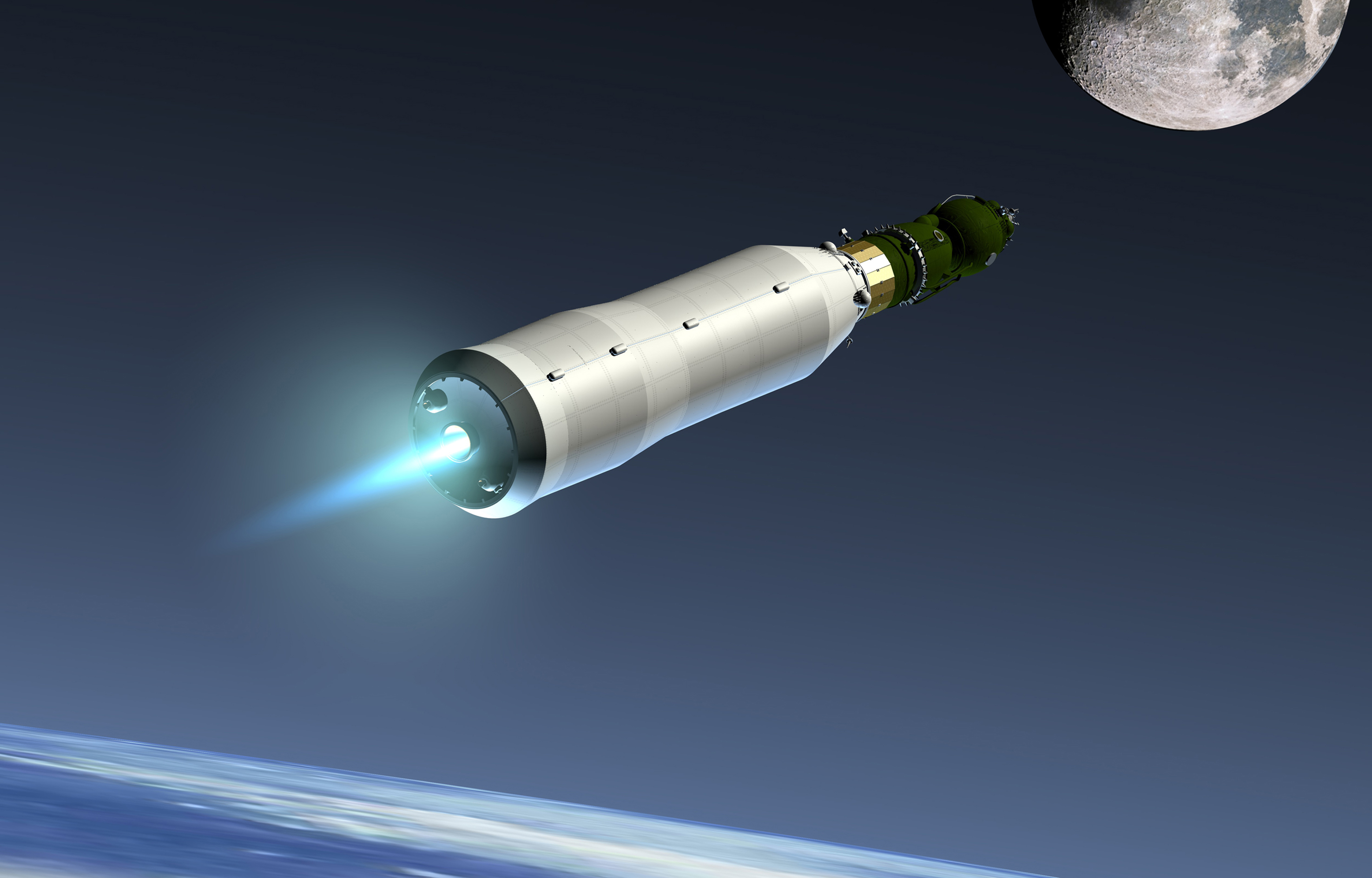
Volo degli ultimi stadi del vettore L3 in una rappresentazione artistica

Il programma sovietico di voli lunari con equipaggio (in russo Советская программа лунных пилотируемых полётов?, Sovetskaja programma lunnych pilotiruemych polëtov) rappresentò una serie di progetti e due programmi (sorvolo e atterraggio lunare) svolti in parallelo dall'Unione Sovietica, finalizzati all'esplorazione della Luna con l'aiuto di veicoli spaziali con equipaggio. Il programma costituì un elemento importante del programma spaziale sovietico e per molto tempo è stato il progetto più importante in termini di significato e priorità.
A causa della rivalità tra i diversi uffici di progettazione, furono sviluppati in parallelo e contemporaneamente numerosi progetti con uno scopo simile. Pertanto, varie versioni del vettore lunare furono sviluppate presso gli uffici di progettazione di Sergej Pavlovič Korolëv e Vladimir Nikolaevič Čelomej, e vettori potenti per volare sulla Luna fu sviluppato presso gli uffici di progettazione di Korolëv, Čelomej e di Michail Kuz'mič Jangel'. Tale situazione fu il risultato di uno scarso coordinamento del programma lunare e portò a una dispersione di forze e risorse. Tuttavia, la leadership di Leonid Brežnev non nominò mai ufficialmente le ragioni per ridurre il programma lunare. 
I progetti del programma lunare con equipaggio erano altamente classificati e divennero pubblici solo nel 1990.

## Storia

### Corsa allo spazio
Dopo la seconda guerra mondiale, l'Unione Sovietica e gli Stati Uniti d'America erano in accesa competizione nell'ambito della guerra fredda ed entrambi i Paesi avevano in corso ingenti programmi per lo sviluppo di missili intercontinentali e nucleari. Parallelamente alla corsa agli armamenti, i sovietici iniziarono a sviluppare sistemi volti ad inviare in orbita satelliti per scopi militari o scientifici: il 4 ottobre 1957 fu lanciato lo Sputnik 1, il primo satellite artificiale ad essere messo in orbita attorno alla Terra, avviando di fatto la corsa allo spazio contro gli Stati Uniti.  

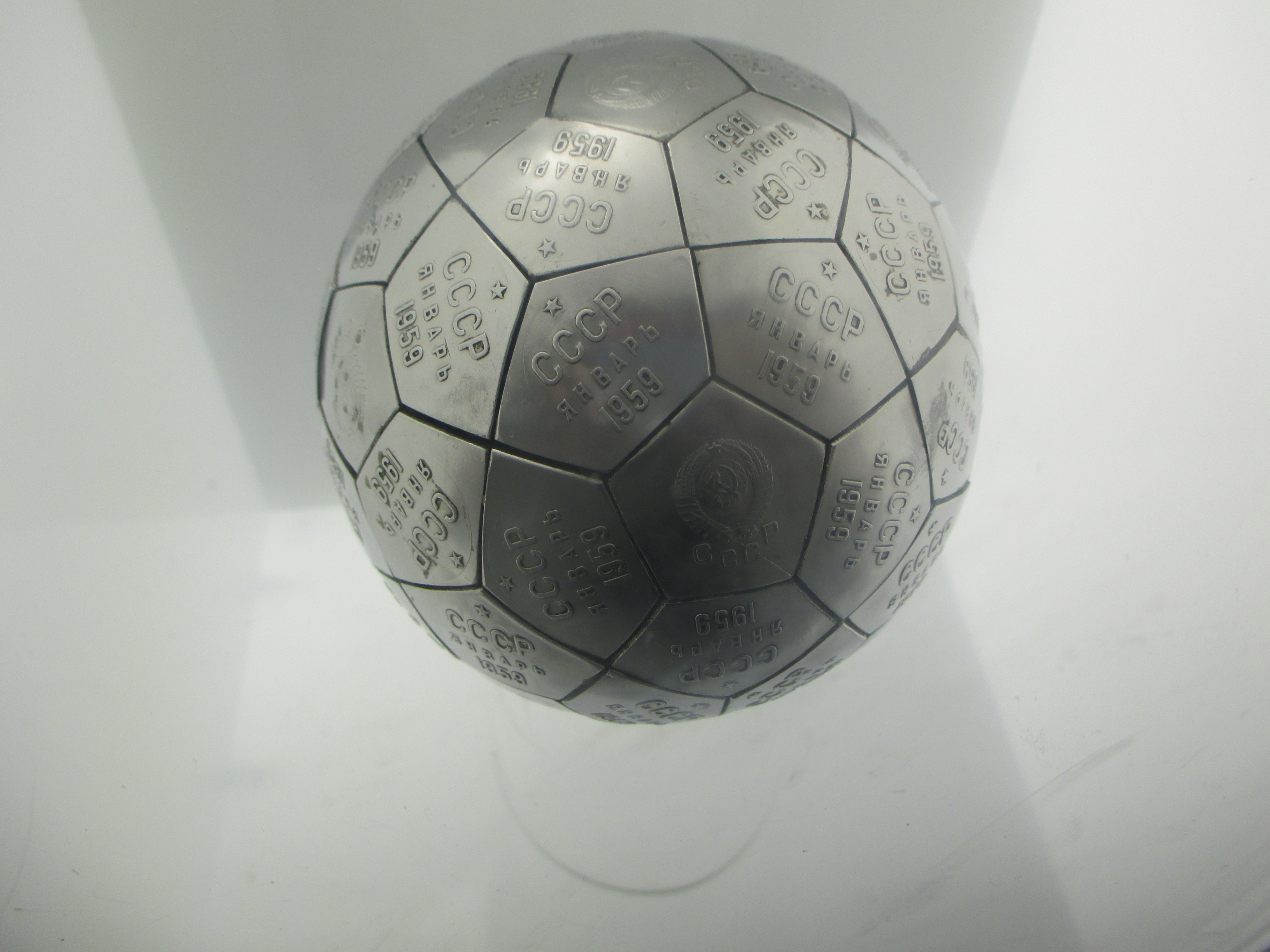
Copia della sfera inviata sulla Luna dal Luna 2 e conservata al Cosmosphere di Hutchinson, Kansas.

Negli anni cinquanta, iniziarono nell'URSS programmi di ricerca volti allo sviluppo dei razzi termici nucleari. Gli studi erano condotti dall'NII-1 sotto la supervisione del fisico e presidente dell'Accademia delle scienze dell'URSS Mstislav Keldyš e per iniziativa di Vitalij Ievlev. Dopo l'annuncio da parte degli USA di realizzare razzi termici nucleari, la ricerca sovietica fu incrementata e attuata dall'Istituto di energia atomica di Igor' Kurčatov, dall'OKB-1 di Sergej Korolëv, dall'OKB-456 di Valentin Gluško, dall'NII-1 di Keldyš e dall'OKB-670 di Michail Bondarjuk. Il 30 giugno 1958, con il supporto di Kurčatov, Korolëv, Keldyš, Aleksandrov e Gluško, il Comitato centrale del PCUS e del Consiglio dei ministri dell'Unione Sovietica emisero un decreto per ufficializzare lo sviluppo di lanciatori ad energia atomica assieme a quelli alimentati da propellente liquido. Il decreto rese ufficiali anche i progetti già avviati.
Intanto, nel 1959, l'URSS avviò il Programma Luna per l'esplorazione senza equipaggio della Luna e a settembre dello stesso anno la sonda Luna 2 divenne il primo oggetto artificiale a toccare la superficie di un altro corpo celeste. Il 4 ottobre, la sonda Luna 3 inviò a Terra le prime fotografie in assoluto della faccia nascosta della Luna. 
Il 30 dicembre 1959, Korolëv approvò il progetto di un razzo con motori a propulsione nucleare sviluppato all'OKB-1: il progetto prevedeva per il primo stadio l'utilizzo di sei blocchi di quello del razzo R-7, per il blocco centrale la presenza del reattore nucleare e per il motore stesso erano stati inclusi quattro ugelli attraverso i quali sarebbero stati soffiati i getti di gas riscaldati dal reattore. L'OKB-456 propose l'ammoniaca come fluido di lavoro mentre l'OKB-670 preferì una miscela di ammoniaca con alcol.
Nonostante le ricerche, i motori nucleari non ricevettero un uso pratico nell'aviazione e nella tecnologia missilistica sovietica, mentre gli USA preferirono concentrarsi su lanciatori ad idrogeno liquido con la famiglia di lanciatori Saturn. Molti ingegneri sovietici erano scettici riguardo all'utilizzo dell'idrogeno, perché era ritenuto troppo pericoloso e avrebbe necessitato la realizzazione di serbatoi molto grandi.
Dopo varie discussioni e consultazioni, il complesso militare-industriale iniziò a redigere il testo di una risoluzione per accelerare lo sviluppo dei razzi e di motori ad alte prestazioni. Il 23 giugno 1960, il Comitato Centrale del PCUS e il Consiglio dei ministri dell'Unione Sovietica emisero la risoluzione "Sulla creazione di potenti lanciatori, satelliti, veicoli spaziali e sull'esplorazione spaziale nel 1960-1967", concordata anche con i presidenti dei comitati statali di tutte le industrie della difesa interessate. Il decreto prevedeva la creazione del nuovo lanciatore N1 a propellente liquido nel periodo 1961-1963 e, una volta pronto, avrebbe dovuto lanciare in orbita un satellite del peso di 40-50 tonnellate e accelerare un carico utile di 10-20 tonnellate alla seconda velocità cosmica. Sulla base dell'N1, avrebbe dovuto essere costruito nel periodo 1963-1967 un lanciatore NP più avanzato in grado di mettere in orbita 60-80 tonnellate di satelliti e accelerato un carico utile di 20-40 fino alla seconda velocità cosmica. Parallelamente, il decreto prescrisse lo sviluppo di potenti motori a propellente liquido, energia atomica, propulsione elettrica e idrogeno, nonché di sistemi di controllo autonomi e radiocomandi e basi per gli esperimenti.
Sergej Korolëv aveva intanto predisposto i piani per la realizzazione dei vettori N1 e N2, che avrebbero potuto essere utilizzati per scopi militari o civili, tra cui il lancio di un piccolo equipaggio di tre cosmonauti. Korolëv concepì inoltre delle soluzioni per un possibile volo sulla Luna tramite lanci multipli.

### Sviluppo dei lanciatori
Il 12 aprile 1961, il cosmonauta sovietico Jurij Gagarin divenne il primo uomo a volare nello spazio. Tale evento spinse il Comitato centrale e il Consiglio dei ministri ad emanare il mese successivo una risoluzione "Sulla revisione dei piani per oggetti spaziali in direzione dell'adempimento di compiti di rilevanza difensiva", ordinando la realizzazione dell'N1 entro il 1965.
Nel 1961, il segretario generale del PCUS Nikita Chruščëv ricevette dal presidente degli Stati Uniti John F. Kennedy una proposta per un programma congiunto per l'allunaggio (oltre al lancio di satelliti meteorologici più avanzati), ma, sospettando un tentativo di scoprire i segreti dei missili e della tecnologia spaziale sovietica, rifiutò. A maggio del 1961, Kennedy annunciò pubblicamente l'intenzione da parte degli USA di portare il primo uomo sulla Luna entro la fine del decennio, dando iniziò al programma Apollo. L'URSS non fece alcuna dichiarazione diretta e solo tramite i singoli rapporti ufficiali si accennò a un possibile programma lunare.
Il 16 aprile 1962, Chruščëv firmò il decreto "Sulla creazione di campioni di missili balistici intercontinentali e globali e di lanciatori di oggetti spaziali pesanti", approvando i progetti preliminari degli N1 (senza tuttavia designarne un utilizzo specifico) e proponendo la valutazione dei costi del sistema missilistico. Allo stesso tempo, fu richiesto di creare un razzo globale orbitale a tre stadi basato sull'R-9A, senza i motori Gluško ma con i nuovi NK-9, sviluppati su iniziativa di Korolëv da Nikolaj Kuznecov. Il decreto prevedeva anche la creazione del nuovo razzo R-56 su progetto di Jangel'. Il 29 aprile 1962, un nuovo decreto ordinò la creazione del lanciatore UR-500 all'OKB-52 di Vladimir Čelomej, rivale di Korolëv. Una commissione di esperti presieduta da Mstislav Keldyš avrebbe dovuto fornire raccomandazioni e indicazioni dopo aver esaminato i progetti. Entrambi i decreti del 1962 non menzionavano ancora l'organizzazione di un specifico programma per i voli lunari con equipaggio.
Il 16 maggio 1962, Korolëv approvò la bozza del progetto dei sistemi spaziali e missilistici basati sull'N1, accennando anche a missioni con equipaggio sulla Luna e su Marte. Nel luglio dello stesso anno, anche la commissione di esperti esaminò la bozza di progetto e approvò la creazione dell'N1 in grado di lanciare un carico utile di 75 tonnellate in un'orbita satellitare circolare con un'altitudine di 300 chilometri, ma i compiti principali definiti stabili per il lanciatore riguardavano ancora la difesa.
Il 24 settembre 1962 fu emessa una nuova risoluzione del Comitato centrale del PCUS e del Consiglio dei ministri sull'N1, programmando il lavoro sul lanciatore e facendo riferimento all'inizio del test di volo nel 1965, nonostante lo scetticismo dei tecnici e delle autorità militari. Il nuovo decreto ordinava il completamento dei test dei motori autonomi del terzo stadio nel 1964 e di quelli del secondo e del primo stadio nel 1965, prevedendo il completamento delle prove dei motori come parti installate dei moduli nel primo trimestre del 1965. Il completamento della costruzione del sito di lancio, la sua messa in servizio e l'inizio dei test di volo dovevano avvenire nel 1965. Tuttavia, le date fissate erano ritenute irrealistiche dai tecnici.

### Proposte
Fino alla fine del 1963, non era ancora stato scelto un progetto per una spedizione lunare ed inizialmente fu proposto uno schema a tre lanci con l'assemblaggio di un razzo spaziale in orbita vicino alla Terra, con una massa di lancio totale (carburante compreso) di 200 tonnellate: la massa del carico utile per ciascuno dei tre lanci con l'N1 non avrebbe superato le 75 tonnellate,quella del sistema durante il volo sulla Luna avrebbe raggiunto le 62 tonnellate e quella del sistema che avrebbe atterrato sulla superficie lunare era di 21 tonnellate. Il lanciatore sarebbe stato l'11A511, nome provvisorio dell'R-7A.
Nel 1963, fu abbozzato il programma L1-R7 per il sorvolo lunare tramite una navicella Vostok modificata, ma il progetto era vago e inefficace. In seguito, l'URSS rilasciò il permesso e le risorse all'OKB-1 di Korolëv per continuare la modifica delle navi di tipo Vostok e Voschod e la preparazione preliminare dei progetti lunari con equipaggio, incluso un sorvolo della Luna, impostato su orbita attorno al complesso 7K-9K-11K del progetto iniziale della navicella Sojuz. Fu realizzato un nuovo programma in cinque tappe:
- L1 - sorvolo della luna con equipaggio
- L2 - invio di rover lunari simili ai Lunochod per esaminare i possibili siti d'atterraggio
- L3 - allunaggio con i cosmonauti
- L4- esperimenti scientifici in orbita
- L5 - esperimenti sulla superficie

I militari delle Forze missilistiche strategiche dell'URSS, responsabili dei finanziamenti del programma spaziale sovietico, erano riluttanti a sostenere il programma lunare, ritenuto ininfluente e privo di un'utilità concreta per i loro interessi, e preferivano concentrare le risorse sullo sviluppo di missili balistici intercontinentali (ICBM).
Decine di funzionari governativi avevano bisogno di realizzare la produzione e la scala tecnica dell'intero programma lunare, determinare l'intero volume di costruzione del capitale ed effettuare calcoli preliminari dei costi totali richiesti. L'economia sovietica di quegli anni non permetteva calcoli particolarmente accurati. Tuttavia, gli esperti economisti del Gosplan, con cui Korolëv si consultava abitualmente, avvertirono che le cifre reali dei costi necessari non sarebbero state fornite attraverso il Ministero delle Finanze e il Gosplan. Senza considerare i costi dello scudo missilistico nucleare, era necessario trovare fondi per nuove proposte per i missili pesanti di Čelomej e Jangel'.
I calcoli che furono sottoposti al Comitato Centrale del PCUS e al Consiglio dei ministri dell'Unione Sovietica erano sottostimati. Funzionari del Comitato di Stato per la tecnologia di difesa, del Consiglio dei ministri e del Gosplan affermarono che i documenti non avrebbero dovuto intimidire il Politburo chiedendo molti miliardi di rubli e che non avrebbero dovuto esserci costi aggiuntivi nella stima del progetto. Čelomej e Jangel' iniziarono a dimostrare che i loro progetti erano molto più economici.
Al fine di comprendere le contraddizioni progettuali di Korolëv, Čelomej e Jangel', Dmitrij Ustinov incaricò il NII-88 di effettuare una valutazione comparativa oggettiva delle possibilità di gestire missioni lunari con le varianti dei vettori N1 (11A52), UR-500 (8K82) e R-56 (8K68). Secondo i calcoli del tenente e ingegnere spaziale Jurij Mozžorin e dei suoi dipendenti, per garantire incondizionatamente la priorità sugli Stati Uniti, un complesso missilistico di 200 tonnellate avrebbe dovuto essere assemblato in orbita vicino alla Terra con l'aiuto di tre N1 o venti UR-500. In questo caso sarebbe stato assicurato l'atterraggio sulla Luna di una nave del peso di 21 tonnellate e il ritorno sulla Terra di un'altra nave del peso di 5 tonnellate. Alla fine, tutti i calcoli economici si rivelarono a favore dell'N1 e nel 1964 il lanciatore di Korolëv divenne il principale candidato per l'attuazione del programma lunare sovietico.
Nella primavera del 1964, il KGB riferì dei rapidi progressi da parte della NASA nella realizzazione del vettore Saturn V che avrebbe dovuto essere utilizzato per il programma Apollo. Il 24 marzo 1964, Korolëv incontrò Chruščëv per cercare trovare finanziamenti e sostegno al proprio piano di esplorazione lunare.
Intanto, nuove proposte e dissidi tra gli ingegneri portarono a forti ritardi: il 19 giugno 1964 il governo posticipò i testi di volo al 1966, nonostante fosse stato necessario un posticipo di tre anni. Lo stesso decreto ordinò la formazione di consiglio presieduto da Keldyš per l'esame tecnico e scientifico delle questioni controverse relative al programma N1.
Il 24 giugno 1964, in una riunione della sua squadra d'ingegneri, Korolëv parlò della possibilità di un nuovo decreto che avrebbe affidato finalmente il compito della spedizione sulla Luna al programma N1, e in vista di ciò illustrò un piano provvisorio.

### Avvio e attuazione
Il 3 agosto 1964 il governo emanò un decreto segreto con il quale veniva approvato il programma lunare con equipaggio dell'Unione Sovietica, definendo l'allunaggio come la più importante sfida della cosmonautica dell'URSS. Fu quindi avviato un lavoro su vasta scala riguardante due programmi paralleli con equipaggio: sorvolo della Luna (L1) entro il 1967, in occasione del 50º anniversario della Rivoluzione d'ottobre, e allunaggio (L3) entro il 1968 con l'inizio dei test di volo nel 1966. Il decreto conteneva un elenco completo di tutti i partecipanti allo sviluppo dei sistemi per le missioni L1 e L3 e prescriveva un lavoro multilaterale. Fu prevista anche la progettazione di una base lunare denominata Zvezda (in russo Звезда?). Chruščëv affidò inoltre a Čelomej il programma parallelo LK-1 per l'invio di due cosmonauti in orbita intorno alla Luna.
Dopo aver ricevuto il testo del decreto, Korolëv convocò subito una riunione tecnica per il 13 agosto 1964, durante la quale avrebbe discusso sui piani concepiti fino a quel momento e sulle risorse necessarie. L'incontro vide la partecipazione di tutti i principali progettisti, i capi delle amministrazioni centrali dei comitati statali, i presidenti dei consigli economici interessati, i dipendenti del complesso militare-industriale, membri del Comitato centrale, del comando dell'Aeronautica Militare e delle forze missilistiche, del Ministero della Difesa, i rappresentanti dell'Accademia delle Scienze, i capi dell'NII-4, NII-88 e del campo di addestramento dei cosmonauti.
Con le dimissioni di Nikita Chruščëv nell'ottobre 1964, Korolëv cercò di convincere le autorità affinché togliessero a Čelomej il progetto LK-1 e nell'ottobre 1965 il governo giunse ad un compromesso: l'LK-1 fu cancellato, il sorvolo sarebbe avvenuto con una navicella L1 progettata da Korolëv (modificando la Sojuz) e lanciata tramite il vettore Proton di Čelomej mentre l'allunaggio sarebbe avvenuto con il lancio della navicella L3 tramite il razzo N1, riprogettato per poter trasportare un carico di 95 tonnellate. Il governo confermò il 1967 come data per la missione L1.
A differenza dell'Unione Sovietica, gli Stati Uniti d'America avevano affidato il proprio programma lunare ad un unico ente governativo, ovvero la NASA.
In un primo momento, sono stati fatti tentativi per raggiungere la superficie lunare utilizzando sonde spaziali automatizzate. In seguito, fu pianificato di eseguire una serie di importanti compiti pratici: 
- comprendere meglio le proprietà fisiche della superficie lunare;
- studiare il livello delle radiazioni nello spazio vicino;
- elaborare tecnologie per la creazione di veicoli per le consegne;
- dimostrare l'alto livello di scienza e tecnologia domestica.

Tuttavia, a differenza degli americani, alcuni lavori, soprattutto quelli relativi all'aspetto con equipaggio del programma, furono classificati. Fino al 1968, solo poche fonti sovietiche (tra cui Ežegodni BSE e l'enciclopedia Kosmonavtika) menzionavano che l'apparato Zond era un prototipo di un veicolo senza pilota per il volo intorno alla Luna, e generalizzavano sui futuri cosmonauti sovietici che avrebbero messo piede sulla Luna. 
Inoltre, l'imperfezione della tecnologia portò alla necessità di eseguire il backup dei singoli sistemi. Poiché un sorvolo con equipaggio della Luna e l'atterraggio sulla sua superficie erano una questione di prestigio, era necessario applicare le massime misure per prevenire vittime in caso di situazioni di emergenza. 
Per lo studio della superficie lunare, nonché per la mappatura dettagliata dei possibili siti di atterraggio per le navi lunari sovietiche, furono create nuove sonde della serie Luna. Inoltre, per supportare le spedizioni di sbarco, furono progettate versioni speciali di rover Lunochod. 

#### Cosmonauti
Il gruppo lunare del distaccamento dei cosmonauti civili sovietici CKBEM fu creato al Centro di addestramento nel 1963. Allo stesso tempo, prima dell'imposizione della più stretta segretezza sul programma lunare sovietico, Valentina Tereškova ne parlò durante una sua visita a Cuba e accennò che il gruppo avrebbe dovuto essere guidato da Jurij Gagarin. Dal 1965 il gruppo iniziò ad essere documentato come "Dipartimento per l'addestramento di cosmonauti, comandanti e ricercatori per il programma lunare" (in russo отдел подготовки космонавтов командиров и исследователей по лунной программе?, otdel podgotovki kosmonavtov komandirov i issledovatelej po lunnoj programme), nel maggio 1966 è stato approvato dalla Commissione militare-industriale e finalizzato nel febbraio 1967.
La squadra lavorò a lungo sul programma del sorvolo lunare (fino alla piena preparazione nel 1968), e prima e qualche tempo dopo la sua chiusura, anche al programma dell'allunaggio. Il gruppo si recò in Somalia per preparare la navigazione nello spazio basandosi sulle costellazioni dell'emisfero australe. Per riprodurre l'atterraggio sulla Luna, i cosmonauti utilizzarono simulatori ed elicotteri.

### Programma L1
In diversi uffici di progettazione fu avviata una serie di progetti per il volo orbitale intorno alla Luna, inclusi diversi lanci e l'assemblaggio della navicella spaziale in orbita terrestre bassa e il volo diretto attorno alla Luna. Un progetto del nuovo veicolo spaziale Sojuz 7K-L1 (OKB-1 di Korolëv) e del lanciatore Proton (OKB-52 di Čelomej) fu selezionato per l'implementazione del programma di fly-by e portato allo stadio degli ultimi lanci e voli di sviluppo senza pilota.
Il 26 agosto 1965, il capo del complesso militare-industriale Leonid Vasil’evič Smirnov organizzò una riunione per analizzare le questioni riguardanti lo stato dei lavori per l'esplorazione dello spazio, della Luna e dei pianeti". In base ai risultati dell'analisi, fu notato che il lavoro sull'attuazione dei programmi lunari, nonché sui sistemi di comunicazione, l'esplorazione di Venere e Marte, veniva eseguito in modo insoddisfacente, causando una seria minaccia di perdere il primato dell'Unione Sovietica nel campo dell'esplorazione spaziale: l'OKB-52 non aveva sviluppato o presentato programmi per la creazione di un complesso per il volo intorno alla Luna e lo schema di volo della navicella durante il fly-by non era stato considerato e approvato. Fu notato inoltre lo scarso lavoro delle principali organizzazioni di OKB-1, OKB-52 e del consiglio tecnico-scientifico del Ministero dell'Ingegneria generale dell'URSS (Minobščemaš)
Fu quindi ordinato di considerare il compito centrale del 1965-1967 sulla preparazione e l'ulteriore volo intorno alla Luna da parte di un veicolo spaziale con equipaggio. Il Minobščemaš venne incaricato di:
- Presentare un programma per la fabbricazione e il collaudo del razzo UR-500 entro una settimana
- Considerare e risolvere, insieme ai responsabili dell'OKB-1 e dell'OKB-52 Korolëv e Čelomej ed entro due settimane, i problemi riguardo alla possibilità di unificare la navicella con equipaggio in fase di sviluppo per il volo intorno alla Luna e l'atterraggio di una spedizione sulla sua superficie
- Inviare entro un mese il programma LKI per il missile UR-500 e il veicolo spaziale con equipaggio.

Tuttavia, sia il complesso militare-industriale che il Minobščemaš ritennero opportuno continuare a lavorare sulla base dell'utilizzo del complesso Sojuz (7K, 9K, 11K) come un'altra opzione per risolvere i problemi del volo intorno alla Luna ed incaricarono l'OKB-1 e l'OKB-52 di risolvere tutti i problemi l'uso del lanciatore UR-500K nel programma Sojuz.
Per adempiere al compito del Ministero e alle istruzioni emesse durante il settembre-ottobre 1965, fu effettuata una valutazione completa dello stato dei lavori nell'OKB-52 e OKB-1 per il progetto del volo intorno alla Luna con il coinvolgimento dei dipendenti del NII-88 (ora CNIIMAŠ), del Comitato tecnico scientifico e i capi del Ministero, rappresentanti del governo e del Comitato centrale del PCUS. Durante l'esame, si scoprì che l'OKB-52 non era in grado di risolvere in modo tempestivo tutte le problematiche relative alla creazione e al collaudo dell'UR-500, dei razzi ausiliari e della sonda LK-1 per il volo intorno alla Luna. Nell'OKB-1, al contrario, lo stato di sviluppo della navicella con equipaggio del tipo 7K e dello stadio superiore D per il complesso N1-L3 aveva avuto maggior successo. Ciò creò le basi per il riorientamento dall'OKB-52 all'OKB-1 del lavoro sul veicolo spaziale e dello stadio superiore D per il volo orbitale lunare, inclusa la risoluzione di una serie di compiti per l'attuazione del programma di spedizione lunare svolto dal complesso N1-L3.
I progetti prevedevano un volo sul lato più lontano della Luna, il cui campo gravitazionale avrebbe piegato la traiettoria della nave dirigendola verso la Terra. Non c'erano piani per entrare e uscire da un'orbita circumlunare e l'ambito della ricerca scientifica era limitato. Ciò permise di ridurre drasticamente la massa del veicolo spaziale lunare e di utilizzare non il vettore N1, la cui prontezza operativa era ancora molto lontana, ma il Proton, che esisteva già. Le navi sovietiche per il sorvolo ravvicinato sovietiche potevano ospitare solo due cosmonauti e non tre come la navicella spaziale Apollo della NASA.

#### Sojuz 7K-L1

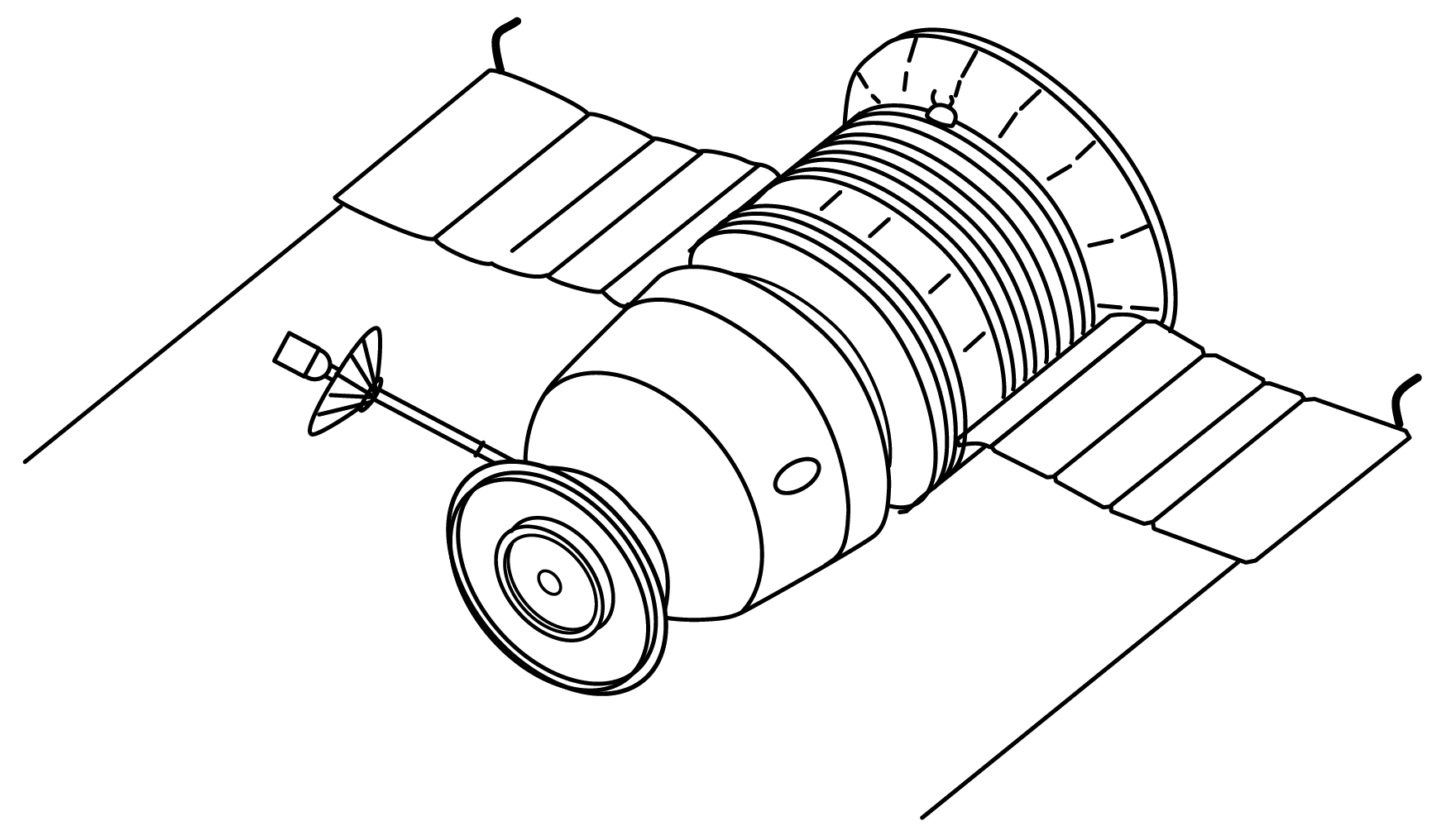
Sojuz 7K-L1 "Zond".

Secondo il programma L1, i cosmonauti dovevano volare intorno alla Luna a bordo della navicella Sojuz 7K-L1 progettata appositamente solo per tale scopo. La navicella era simile e in una certa misura unificato con la Sojuz 7K-OK destinata ai voli in orbita vicino alla Terra. Le principali differenze tra la L1 e la OK riguardano l'assenza di un compartimento orbitale, una maggiore protezione termica del veicolo di discesa per entrare nell'atmosfera a una seconda velocità cosmica, un sistema di navigazione e orientamento tramite stelle e la presenza di un sistema di comunicazione a lungo raggio con un'antenna direzionale parabolica. Per lanciare la navicella doveva essere utilizzato il vettore Proton a tre stadi.
Il rientro doveva avvenire nell'emisfero australe della Terra, mentre, a causa delle forze aerodinamiche, il veicolo di discesa doveva risalire nuovamente nello spazio e la sua velocità avrebbe dovuto diminuire dalla seconda alla prima.Tale schema avrebbe permesso il rientro nell'atmosfera e l'atterraggio sul territorio dell'Unione Sovietica.
Il programma prevedeva la produzione di 15 navicelle 7K-L1 (di cui 14 varate) ed erano previsti almeno due voli con equipaggio dopo tre voli di prova riusciti senza pilota. L'implementazione del programma era in ritardo sulla tabella di marcia, secondo la quale, dopo aver condotto i test senza pilota, il primo sorvolo con equipaggio su un veicolo spaziale attorno alla Luna doveva avvenire a metà del 1967.
| Volo | Tipologia                                            | Mese           |
| ---- | ---------------------------------------------------- | -------------- |
| 2P   | volo senza pilota in orbita ellittica alta           | febbraio-marzo |
| 3P   | volo senza pilota in orbita ellittica alta           | marzo          |
| 4L   | sorvolo senza equipaggio della Luna                  | maggio         |
| 5L   | sorvolo senza equipaggio della Luna                  | giugno         |
| 6L   | primo sorvolo con equipaggio della Luna della storia | giugno-luglio  |
| 7L   | sorvolo con o senza equipaggio della Luna            | agosto         |
| 8L   | sorvolo con o senza equipaggio della Luna            | agosto         |
| 9L   | sorvolo con o senza equipaggio della Luna            | settembre      |
| 10L  | sorvolo con o senza equipaggio della Luna            | settembre      |
| 11L  | sorvolo con o senza equipaggio della Luna            | ottobre        |
| 12L  | sorvolo con equipaggio della Luna                    | ottobre        |
| 13L  | Riserva                                              |                |

#### Equipaggi L1
Le selezioni per l'equipaggio del programma L1 si svolsero tra il 1966 e il 1969.
- 2 settembre 1966:[26]
  - Valerij Fëdorovič Bykovskij
  - Boris Valentinovič Volynov
  - Georgij Timofeevič Dobrovol'skij
  - Anatolij Fëdorovič Voronov
  - Pëtr Ivanovič Kolodin
  - Vitalij Michajlovyč Žolobov
  - Vladimir Michajlovič Komarov

- 8 ottobre 1966:[26]
  - Georgij Timofeevič Beregovoj
  - Boris Valentinovič Volynov
  - Georgij Timofeevič Dobrovol'skij
  - Anatolij Fëdorovič Voronov
  - Pëtr Ivanovič Kolodin
  - Vitalij Michajlovyč Žolobov
  - Vladimir Michajlovič Komarov

- 18 ottobre 1967:[26]

| Comandanti                    | Membri equipaggio               |
| ----------------------------- | ------------------------------- |
| Jurij Alekseevič Gagarin      | Viktor Vasil'evič Gorbatko      |
| Andrijan Grigor'evič Nikolaev | Georgij Grečko                  |
| Vladimir Michajlovič Komarov  | Vitalij Ivanovič Sevast'janov   |
| Valerij Fëdorovič Bykovskij   | Valerij Nikolaevič Kubasov      |
| Evgenij Vasil'evič Chrunov    | Vladislav Nikolaevič Volkov     |
| Riserva                       |                                 |
| Aleksej Archipovič Leonov     | Oleg Grigor'evič Makarov        |
| Pavel Romanovič Popovič       | Anatolij Fëdorovič Voronov      |
| Pavel Ivanovič Beljaev        | Nikolaj Nikolaevič Rukavišnikov |
| Boris Valentinovič Volynov    | Jurij Petrovič Artjuchin        |
| Pëtr Il'ič Klimuk             |                                 |

- 23 marzo 1967:[26]

| Comandanti                       | Membri equipaggio               |
| -------------------------------- | ------------------------------- |
| Jurij Alekseevič Gagarin*        | Viktor Vasil'evič Gorbatko      |
| Andrijan Grigor'evič Nikolaev    | Georgij Grečko                  |
| Vladimir Michajlovič Komarov     | Vitalij Ivanovič Sevast'janov   |
| Valerij Fëdorovič Bykovskij      | Valerij Nikolaevič Kubasov      |
| Evgenij Vasil'evič Chrunov       | Vladislav Nikolaevič Volkov     |
| Riserva                          |                                 |
| Aleksej Archipovič Leonov        | Oleg Grigor'evič Makarov        |
| Pavel Romanovič Popovič          | Anatolij Fëdorovič Voronov      |
| Valerij Abramovič Vološin        | Nikolaj Nikolaevič Rukavišnikov |
| Boris Valentinovič Volynov       | Jurij Petrovič Artjuchin        |
| Pëtr Il'ič Klimuk                |                                 |
| * Gagarin muore il 27 marzo 1968 |                                 |

- 24 settembre 1968:[26]

| I equipaggio                                         | II equipaggio                                               | III equipaggio                                   |
| ---------------------------------------------------- | ----------------------------------------------------------- | ------------------------------------------------ |
| Aleksej Archipovič Leonov Anatolij Fëdorovič Voronov | Valerij Fëdorovič Bykovskij Nikolaj Nikolaevič Rukavišnikov | Pavel Romanovič Popovič Oleg Grigor'evič Makarov |

- 27 settembre 1969 - selezione definitiva[26]

|            | I equipaggio                                       | II equipaggio                                               | III equipaggio                                        |
| Cosmonauti | Aleksej Archipovič Leonov Oleg Grigor'evič Makarov | Valerij Fëdorovič Bykovskij Nikolaj Nikolaevič Rukavišnikov | Pavel Romanovič Popovič Vitalij Ivanovič Sevast'janov |
| Riserva    | Anatolij Petrovič Kuklin                           | Pëtr Il'ič Klimuk                                           | Valerij Abramovič Vološin                             |

#### Test
La Sojuz 7K-L1 effettuò sette voli di prova senza pilota con i nomi Kosmos 146, Kosmos 154, Zond 4 e Zond 8. Allo stesso tempo, Kosmos 146 e Kosmos 154 furono lanciate in voli di sviluppo non destinati al sorvolo lunare, mentre lo erano Zond 5 e Zond 8. Non fu possibile lanciare nello spazio cinque navi L1 e due L1S a causa di incidenti nella fase di lancio rispettivamente con i lanciatori Proton e N1.

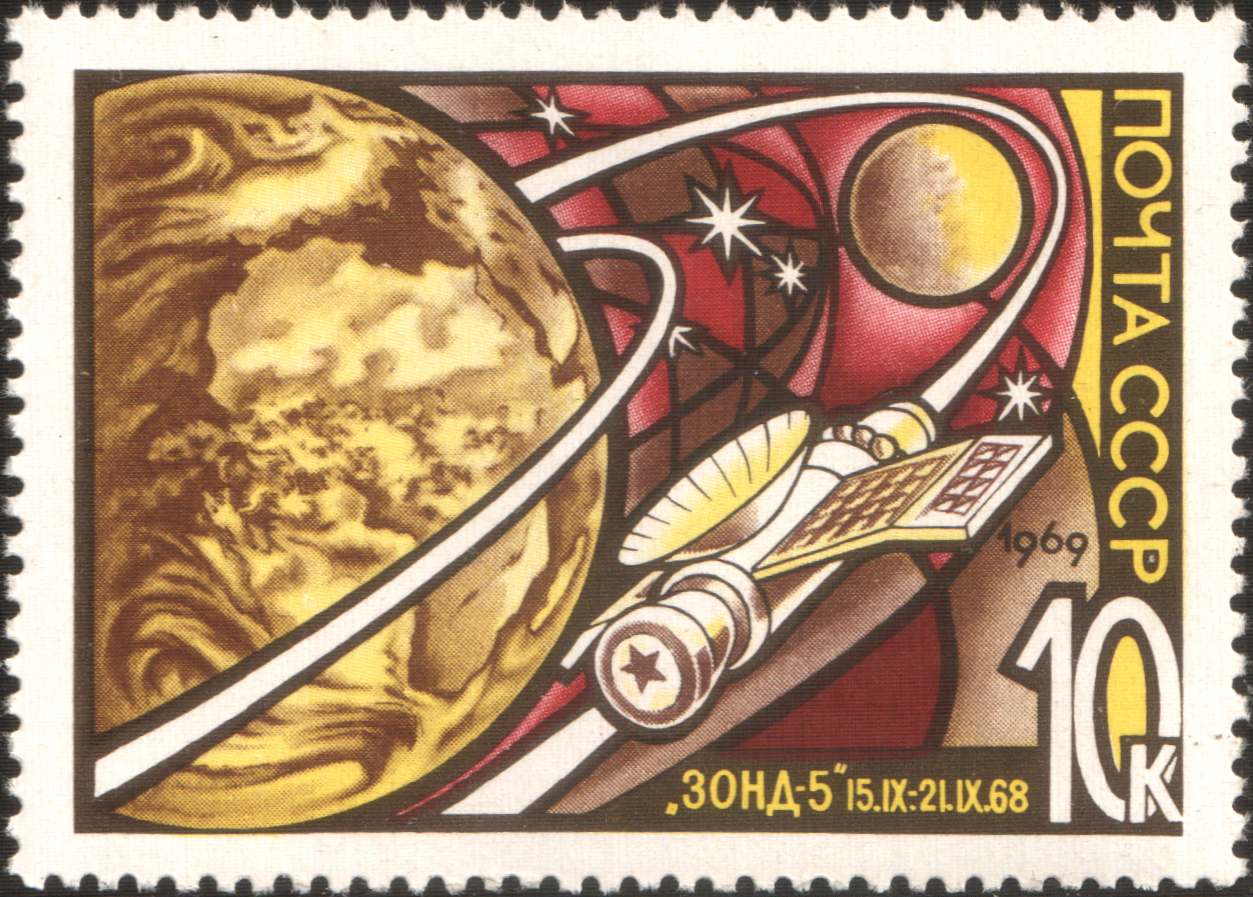
Francobollo sovietico dedicato al volo della Zond 5, 1968.

In tre dei cinque voli Zond si verificarono incidenti che molto probabilmente avrebbero provocato lesioni o la morte dei cosmonauti se questi voli fossero stati con equipaggio presidiati. Durante i voli delle navicelle Zond 4 e Zond 5, a causa del guasto del sistema di controllo, l'ingresso nell'atmosfera passò lungo una traiettoria fuori progetto con un sovraccarico venti volte superiore del previsto, e durante il volo Zond 6 la cabina si depressurizzò e si guastò il sistema dei paracadute.
Nel settembre del 1968, la Zond 5 venne lanciata con a bordo due tartarughe dell'Asia centrale e divennero le prime creature viventi nella storia a tornare sulla Terra dopo aver volato intorno alla Luna, tre mesi prima della missione Apollo 8.
Nelle condizioni tese della "corsa alla Luna", in vista dei due voli sovietici senza equipaggio intorno alla Luna e dell'occultamento dei fallimenti nel programma L1, gli USA intrapresero una rischiosa modifica del loro programma lunare ed effettuarono un sorvolo prima del pieno funzionamento dell'intero complesso Apollo precedentemente pianificato nell'orbita terrestre. Il sorvolo ravvicinato della Luna da parte dell'Apollo 8 fu completato senza un modulo lunare (che non era ancora pronto), seguendo l'unico volo orbitale con equipaggio vicino alla Terra. Fu il primo lancio del vettore Saturn V con equipaggio.
In Unione Sovietica, il lancio del veicolo spaziale con equipaggio Zond 7 nell'ambito del programma L1 era previsto per l'8 dicembre 1968. Poiché i precedenti voli senza pilota delle navicelle L1 erano completamente o parzialmente infruttuosi a causa della mancanza di sviluppo della nave e del vettore, il lancio fu cancellato nonostante gli equipaggi abbiano scritto una domanda al Politburo del Comitato centrale del PCUS con la richiesta di consentire loro di volare immediatamente sulla Luna per superare gli Stati Uniti. Anche se il permesso fosse stato ottenuto, l'URSS non avrebbe comunque vinto la fase del sorvolo nella "corsa lunare": il 20 gennaio 1969, quando si cercava di lanciare la sonda Zond 7 senza equipaggio, il lanciatore Proton esplose (il veicolo di discesa fu salvato da un sistema di soccorso di emergenza).
Tra il 21 e il 27 dicembre 1968, gli Stati Uniti vinsero la fase di sorvolo della "corsa lunare" quando Frank Borman, Jim Lovell e William Anders compirono 10 orbite attorno alla Luna sulla navicella dell'Apollo 8.
Dopo il successo statunitense, l'attuazione del programma L1 fu rallentata al fine di risparmiare risorse sul programma e di concentrarsi su quello dell'allunaggio N1-L3.
Il primo volo con equipaggio del veicolo spaziale 7K-L1 fu posticipato più volte fino ad aprile del 1970, ma già nel marzo 1969 l'addestramento dei cosmonauti per il programma di sorvolo lunare venne interrotto.
L'ultimo volo senza pilota della navicella spaziale Sojuz 7K-L1, chiamato Zond 8, ebbe luogo nell'ottobre 1970, dopodiché il programma L1 fu definitivamente chiuso a causa della sua insensatezza dopo l'allunaggio statunitense del 1969.

### Programma L3

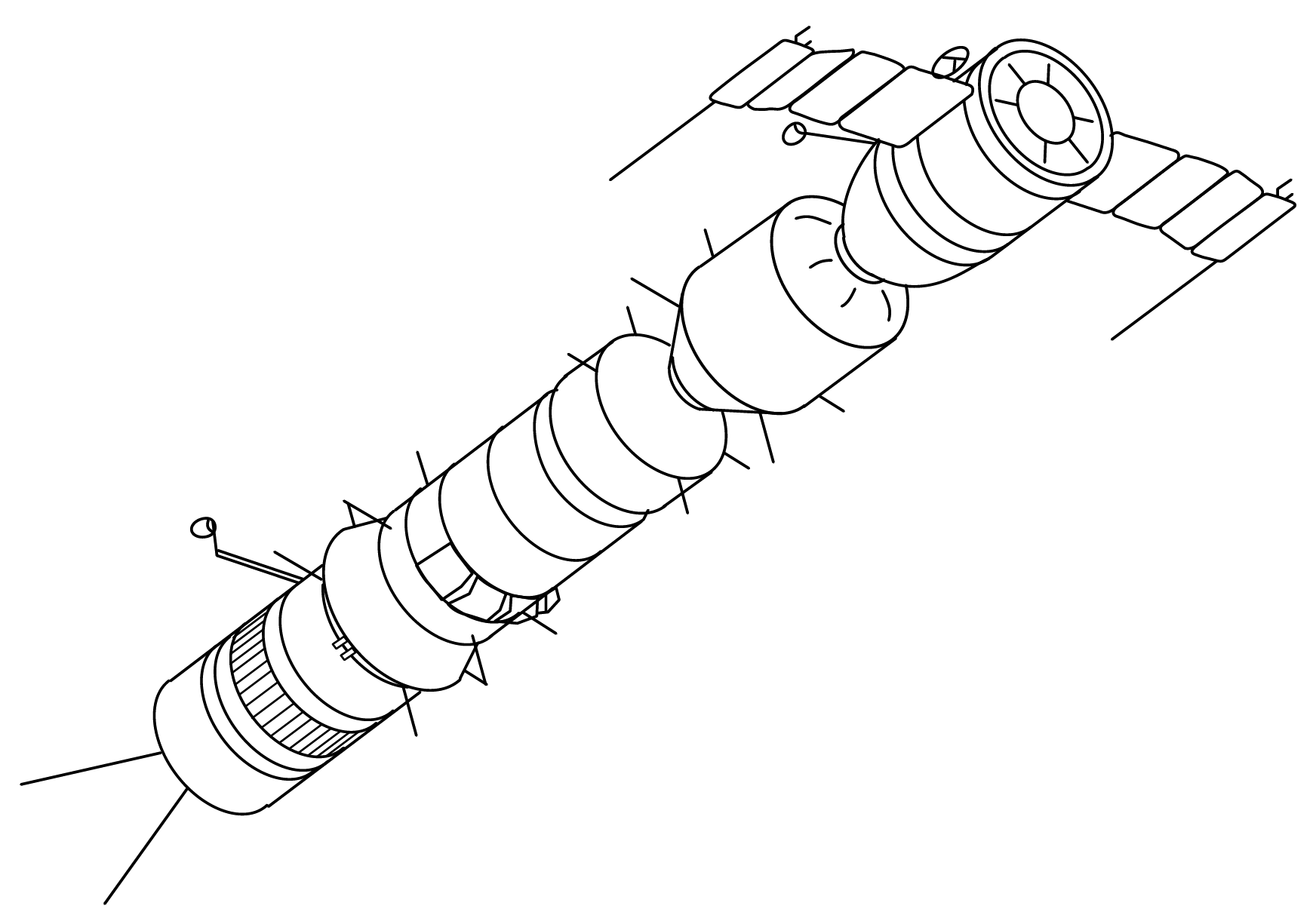
Raffigurazione di uno dei primi progetti del complesso di volo lunare: da destra a sinistra, 7K-LOK (Sojuz-A), 9K-Tanker (Sojuz-B), 11K-Razgonščik (Sojuz-C).

La leadership dell'URSS si era posta il compito di garantire il primato anche sullo sbarco sulla Luna, come già previsto dal decreto del 1964. Il programma sovietico L3 per l'allunaggio, parallelo a quello del sorvolo ravvicinato lunare, doveva partire nel 1966 con la realizzazione del vettore N1, ma rimase molto indietro rispetto a quello americano principalmente a causa di problemi con il lanciatore. 
Furono presi in considerazione vari progetti per l'atterraggio sulla Luna: diversi lanci e assemblaggio di un veicolo spaziale lunare modulare in orbita terrestre bassa, volo diretto verso la Luna (senza sganciamento in orbita selenocentrica), e altri. Per un volo "diretto", l'OKB-52 di Čelomej propose di sviluppare il proprio veicolo spaziale LK-700 basandosi sul suo vettore UR-700, ma tale progetto fu rifiutato perché tecnicamente più complesso e più dispendioso. Considerando i maggiori sviluppi e i minori rischi tecnici per l'implementazione nel programma di atterraggio lunare, fu scelto il progetto N1-L3 dell'OKB-1 di Korolëv (lancio singolo dalla Terra e divisione dei moduli spaziali vicino alla Luna) e fu portato alla fase dei lanci e dei voli di prova senza pilota.
Con un decreto del 1964 furono nominati i principali progettisti e dipartimenti responsabili non solo del vettore N1, ma anche dell'intero complesso N1-L3:
- OKB-1 (Sergej Korolëv) — il principale ufficio per lo sviluppo del sistema nel suo complesso e dei blocchi G e D, motori per il blocco D, dei moduli orbitali e dei lander lunari;[23]
- OKB-276 (Nikolaj Kuznecov) — sviluppo del blocco motore G;[23]
- OKB-586 (Michail Jangel') — sviluppo del blocco razzi e motori E della navicella lunare;[23]
- OKB-2 (Aleksej Isaev) — sviluppo del sistema di propulsione (serbatoi, sistemi pneumoidraulici e motori) del blocco I della navicella lunare;[23]
- NII-944 (Viktor Kuznecov) — sviluppo di un sistema di controllo per il complesso lunare;[23]
- NIIAP (Nikolaj Piljugin) — sviluppo di un sistema di controllo delle manovre per l'atterraggio e nell'orbita;[23]
- NII-885 (Michail Rjazanskij) — sistema di misurazione radio;[23]
- Specmaš (Vladimir Barmin) — complesso delle apparecchiature di terra del sistema L3;[23]
- OKB MĖI (Aleksej Bogomolov) — sviluppo di un sistema di misurazioni reciproche per i rendezvous dei veicoli spaziali in orbita lunare.[23]

Il progetto N1-L3 riprendeva sostanzialmente il programma americano Apollo. Prevedeva anche un singolo lancio in orbita terrestre media, e poi nella traiettoria di volo verso la Luna, un blocco di due moduli spaziali di cui uno avrebbe dovuto rimanere in orbita circumlunare e l'altro avrebbe compiuto l'allunaggio. Inoltre, il lander doveva decollare dalla Luna e unirsi alla nave orbitale, dopodiché la nave orbitale sarebbe passata a una traiettoria di volo verso la Terra. Anche il layout del sistema in fase di varo era simile a quello americano: la nave lunare era nell'adattatore sotto la nave principale, come il modulo lunare Apollo.
Secondo il progetto N1-L3, le parti principali del razzo e del sistema spaziale per l'atterraggio sulla Luna erano la sonda orbitale lunare Sojuz 7K-LOK, il lander LK ed il lanciatore N1.

#### Lanciatore N1

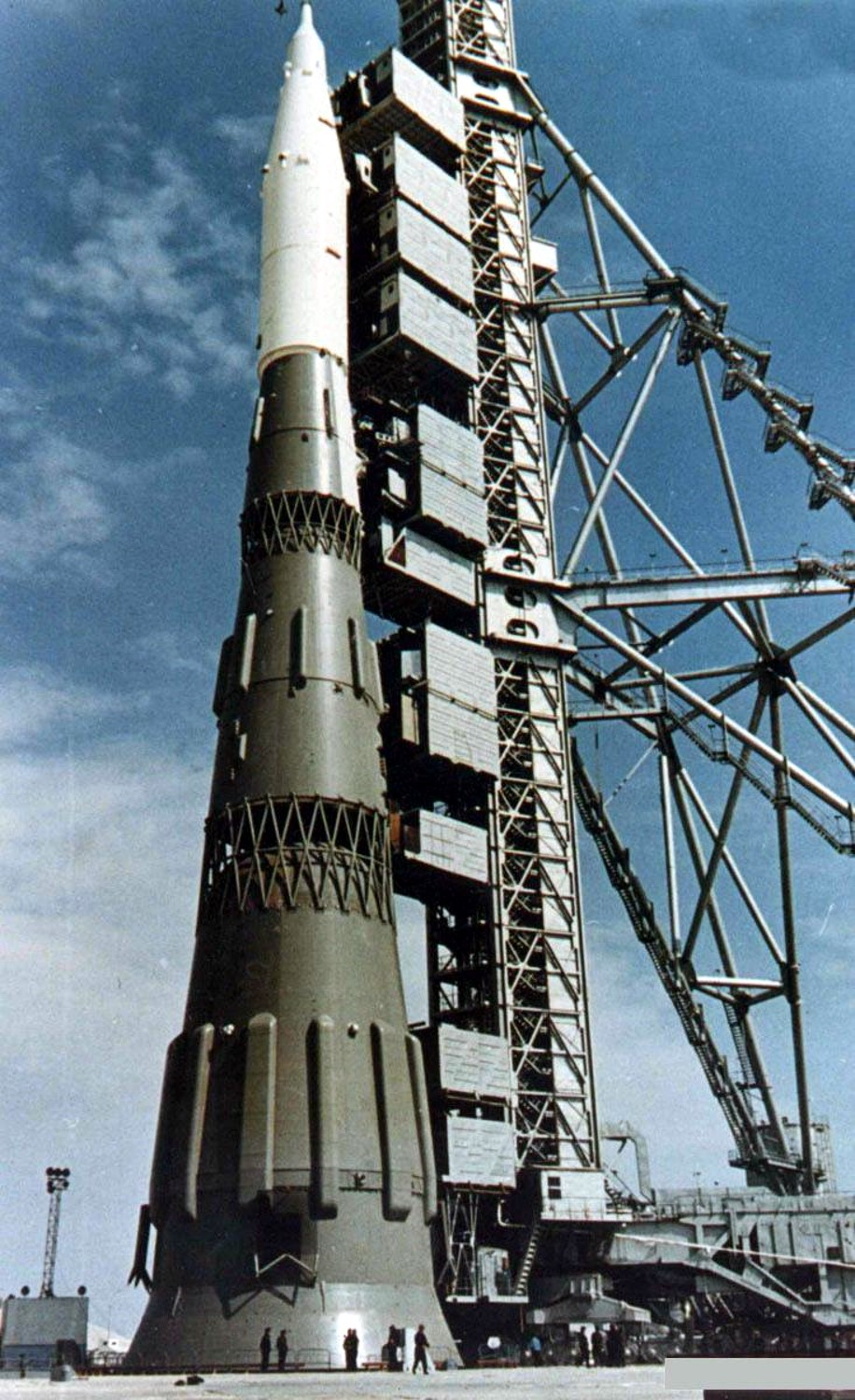
Modello del lanciatore N1 1M1 sulla rampa di lancio al cosmodromo di Bajkonur, 1967.

La realizzazione del lanciatore N1 era stata iniziata da Korolëv già prima dell'inizio del programma lunare e nel 1964 fu stabilita l'ultimazione dell'N1 entro il 1966.
L'N1 era alto 105 metri (navicella compresa) e aveva un peso di circa 2750 tonnellate. Era dotato di tre stadi (A, B, V; in russo А, Б, В? ) connessi tramite vani di trasferimento a fasci e uno stadio centrale. Il lanciatore aveva una struttura a blocchi con singoli serbatoi di carburante sospesi e sferici e unità di propulsione multi-motore nel I, II e III stadio.
Il sistema del modulo L3 era formato dagli stadi razzi G e D (in russo Г, Д?), il modulo orbitale LOK, il I stadio razzi, il veicolo lunare LK e lo stadio razzi E, sistemi di carenatura del carico utile protettivi dall'esposizione aerodinamica e termica negli strati più densi dell'atmosfera e che avrebbero dovuto essere espulsi una volta raggiunta una determinata velocità, nonché un sistema d'emergenza per la fuga tramite il modulo di discesa della nave orbitale.
Il primo stadio aveva trenta motori, il secondo otto e il terzo quattro. Inizialmente, gli stadi superiori D ed E prevedevano l'utilizzo delle miscele cherosene-ossigeno liquido e idrazina-tetrossido di diazoto, rispettivamente, e verso il 1967 venne proposta la miscela idrogeno-ossigeno.
Durante la progettazione delle navi modulari (orbitali e di atterraggio), gli ingegneri avevano restrizioni molto rigide sulla capacità di carico del vettore. Rispetto all'Apollo, i moduli erano più leggeri e di dimensioni minori mentre la tecnologia era relativamente inferiore. L'equipaggio era composto da due cosmonauti, di cui uno avrebbe messo piede sulla Luna. In ogni viaggio si potevano portare solo pochi chilogrammi di suolo lunare. Le attrezzature fotografiche e cinematografiche e gli strumenti scientifici erano estremamente modesti. Il veicolo da trasporto lunare non poteva essere consegnato insieme al lander lunare.

A causa delle restrizioni sulla capacità di carico, alcune soluzioni tecniche ridussero la probabilità di successo della spedizione. Il cosmonauta doveva andare dal modulo orbitale a quello lunare e tornare indietro attraverso lo spazio aperto, poiché le navi lunari e orbitali erano dotate di una stazione di attracco semplificata priva di un passaggio interno. Il tempo per la selezione del sito d'atterraggio e la manovra manuale era limitato a 15-20 secondi, mentre il lander americano aveva a disposizione 2 minuti. Il modulo di atterraggio lunare aveva un'autonomia molto breve: solo 12-16 ore (contro le 48 di quello americano), il che limitava a uno, massimo due, il numero di tentativi di attracco con il modulo orbitale lunare.

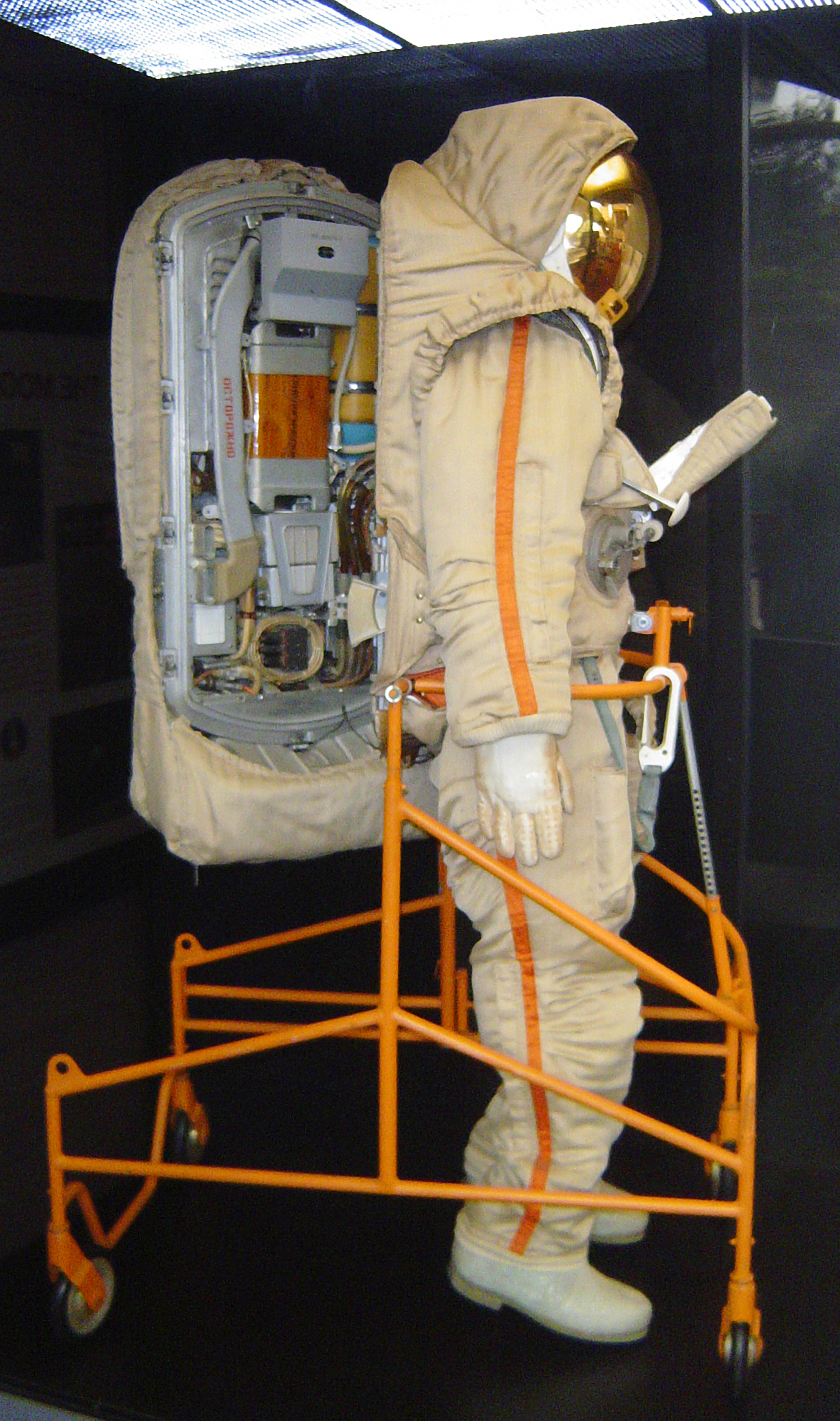
La tuta spaziale sovietica Krečet progettata per le escursioni lunari.

Le navi sovietiche non avevano un computer di bordo completamente automatico. Tuttavia, tutte le fasi di volo erano quasi completamente automatizzate, mentre sull'Apollo molte operazioni erano fornite solo manualmente. Inoltre, nei progetti successivi per le spedizioni sovietiche sulla superficie lunare, era previsto in ogni missione una navicella spaziale senza equipaggio LK-R fosse automaticamente portata sulla superficie lunare come backup per la successiva LK con equipaggio. Si presumeva anche che il cosmonauta avrebbe utilizzato un rover lunare consegnato a parte e successivamente sulla luna, equipaggiato per il controllo manuale. Al rover lunare era stato inoltre affidato il compito di trasportare il cosmonauta sulla nave lunare di riserva nel caso in cui il decollo di quella principale fosse impossibile a causa di un possibile malfunzionamento tecnico.
Per il volo sulla Luna secondo lo schema scelto, era necessario un vettore super pesante. I progetti UR-700 dell'OKB di Čelomej e l'R-56 dell'OKB di Jangel' furono respinti in quanto tecnologicamente più rischiosi, meno sviluppati e più lunghi da realizzare. Per l'implementazione nel programma L3, fu scelto il razzo N1 dell'OKB di Korolëv. A causa del rifiuto di Gluško di sviluppare dei potenti motori a razzo per l'N1, nella sua prima fase furono installati 30 motori dell'OKB di Kuznecov. 
Nonostante il desiderio di inviare il primo uomo sulla Luna entro il 50º anniversario della rivoluzione d'ottobre, il governo stanziò solo 7 degli 11 miliardi di rubli previsti per il progetto N1-L3, dando invece la priorità agli armamenti.
Negli Stati Uniti, durante lo sviluppo della famiglia di lanciatori Saturn, fu eseguita una gran quantità di test a terra di ogni singolo componente, compresi i test di separazione di ogni stadio. Ciò permise agli americani di condurre in sicurezza tutti i lanci di prova e con equipaggio del Saturn V. Il vettore N1 fu sviluppato seguendo lo stesso procedimento usato per i precedenti vettori meno potenti: eliminando le cause dei malfunzionamenti individuati durante i lanci di prova. Tuttavia, per un progetto di tali dimensioni e complessità, questo percorso si rivelò troppo lungo e costoso. In totale, furono effettuati quattro lanci del vettore e tutti fallirono.

#### Sojuz 7K-LOK

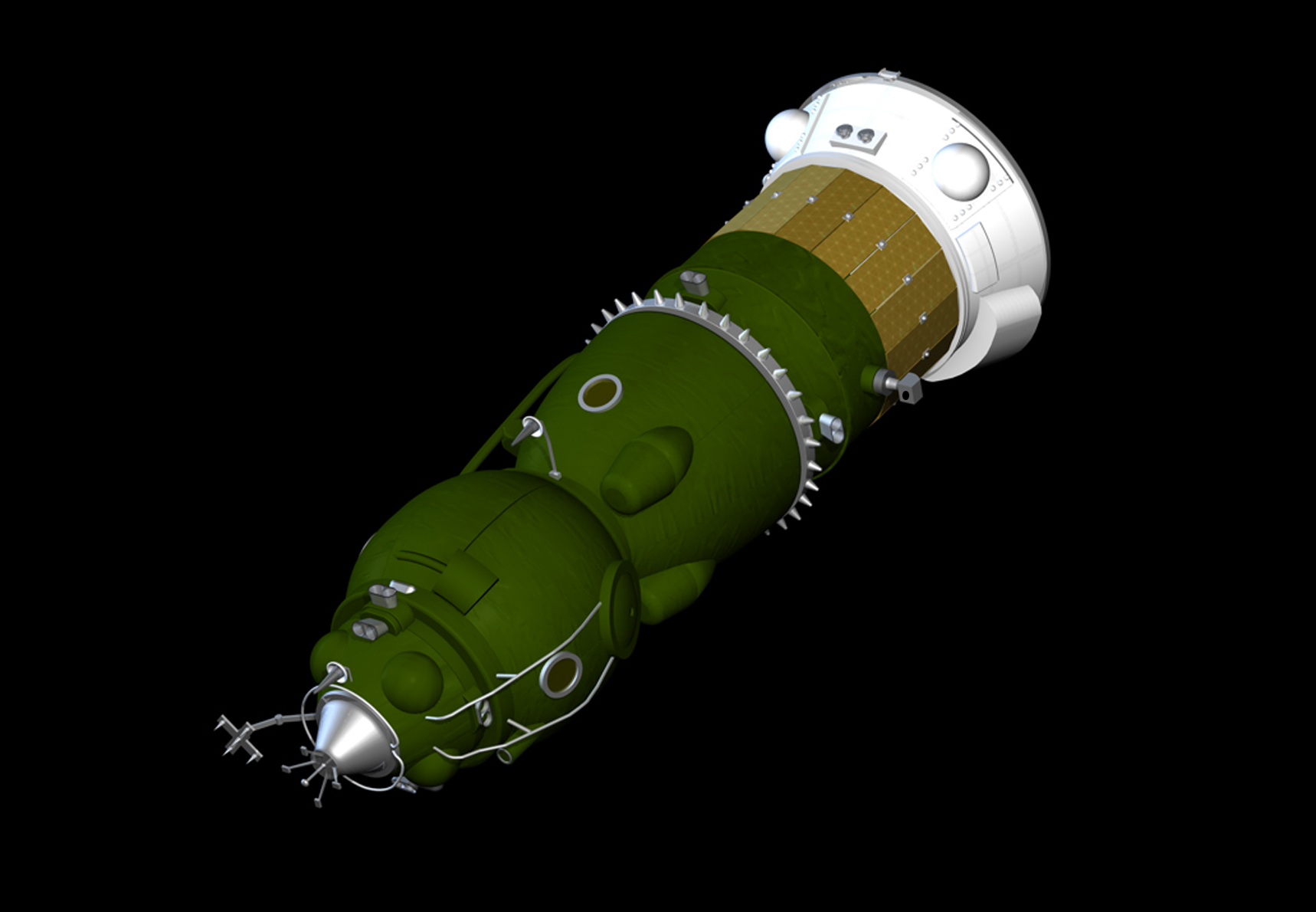
Ricostruzione artistica del modulo orbitale lunare LOK.

La Sojuz 7K-LOK era la navicella orbitale lunare formata anche da un veicolo di discesa, un compartimento di utilità sul quale vi erano uno speciale compartimento con motori di orientamento e attracco e un sistema di aggancio, unità per l'assemblaggio di strumenti e compartimenti energetici, che ospitavano il blocco razzi I e le unità del sistema di alimentazione tramite celle a combustibile. Il compartimento dei servizi fungeva contemporaneamente da camera d'equilibrio quando il cosmonauta entrava nel veicolo spaziale lunare dallo spazio aperto, dopo aver indossato la tuta spaziale lunare Krečet.
L'equipaggio della Sojuz 7K-LOK era composto da due cosmonauti: uno di loro avrebbe dovuto attraversare lo spazio aperto in un modulo lunare e compiere l'allunaggio, l'altro avrebbe dovuto aspettare in orbita lunare il ritorno del compagno.
Con la morte di Korolëv nel 1966, Vasilij Pavlovič Mišin divenne il direttore dell'OKB-1. Con un nuovo decreto del 1967 fu ordinata la prima spedizione lunare entro il terzo trimestre del 1968. 
La navicella LK consisteva in una cabina pressurizzata per il cosmonauta, un compartimento con motori di controllo dell'assetto con un'unità di attracco passiva, un compartimento per gli strumenti, un'unità di atterraggio lunare (in russo Лунный посадочный агрегат, ЛПА?, Lunnyj posadočnyj agregat, LPA) e un blocco razzi E. Il sistema di controllo era basato su un computer digitale di bordo e aveva un sistema di controllo manuale che permetteva al cosmonauta di scegliere visivamente il sito dell'atterraggio attraverso un'apposita finestra. Il lander lunare aveva quattro piedi formati da ammortizzatori a nido d'ape in caso di un'eccessiva velocità di atterraggio verticale.

#### Modulo lunare LK
Il modulo lunare LK avrebbe dovuto essere il lander per l'allunaggio. Aveva un ruolo analogo al LEM statunitense, ma era più piccolo e leggero. Inoltre, l'LK poteva trasportare un solo cosmonauta e non aveva tunnel di attracco con la LOK né uno stadio di discesa separato per passare dall'orbita lunare all'atterraggio sulla superficie.

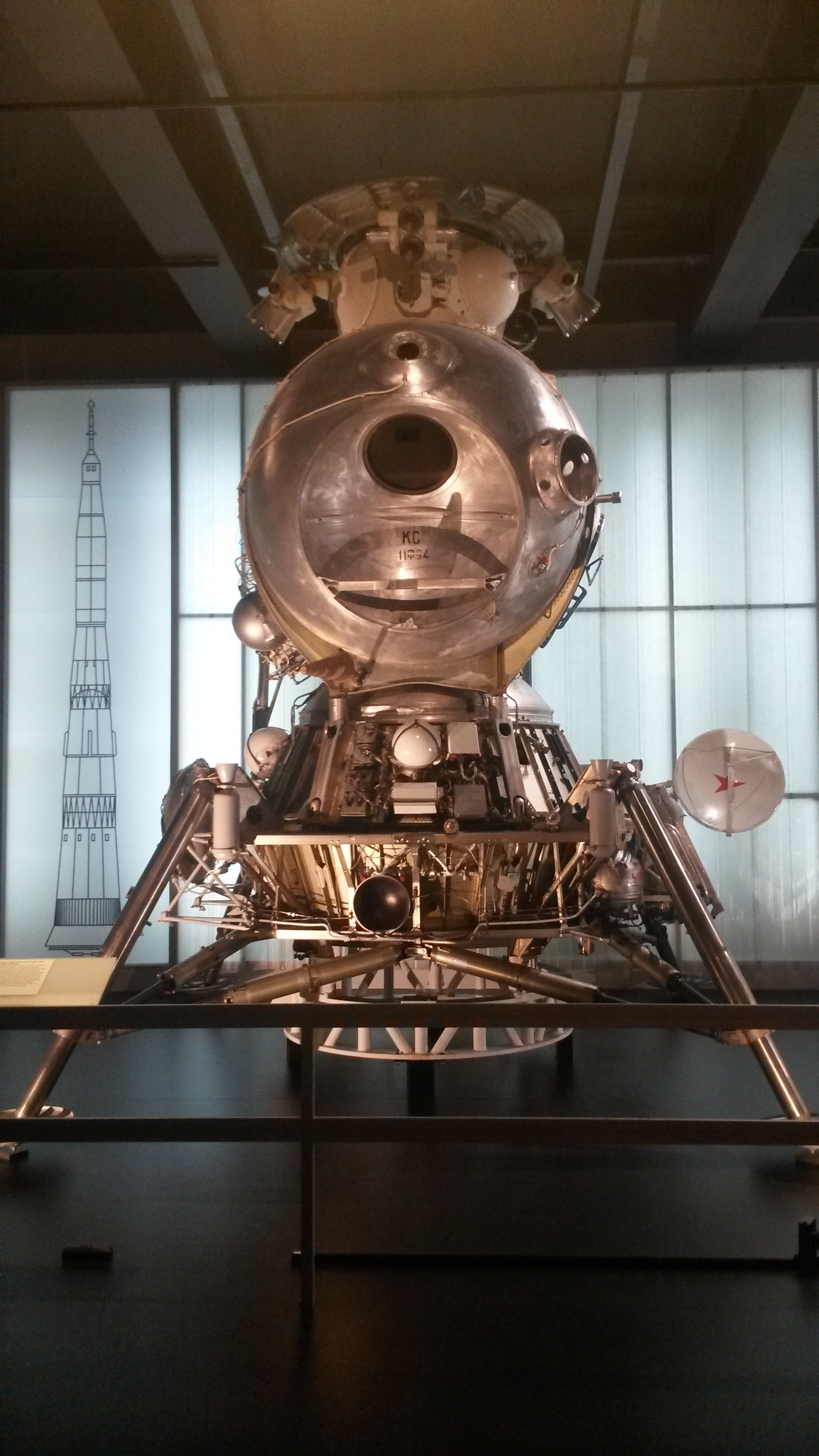
Modello del modulo lunare sovietico LK-3 usato nei test ed esposto al Museo della scienza di Londra, 2016.
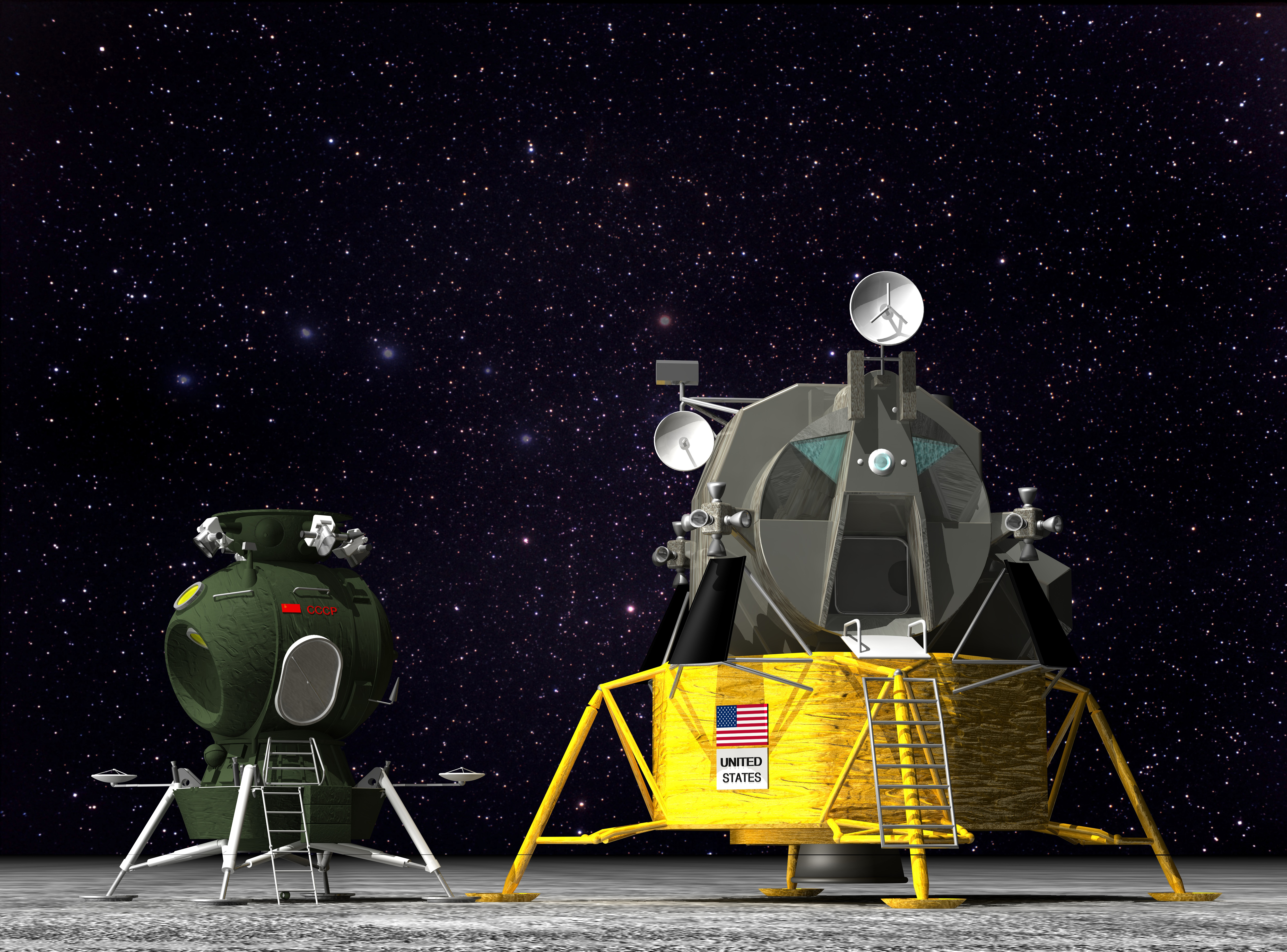
Confronto tra il lander LK sovietico (sinistra) e il modulo lunare Apollo statunitense (destra).

#### Equipaggi L3
Le selezioni per i cosmonauti del programma L3 avvennero in contemporanea con quella per il programma L1.
- 2 settembre 1966:[27]
  - Aleksej Archipovič Leonov
  - Viktor Vasil'evič Gorbatko
  - Evgenij Vasil'evič Chrunov
  - Jurij Alekseevič Gagarin
  - Andrijan Grigor'evič Nikolaev
  - Vladimir Aleksandrovič Šatalov

- 15 dicembre 1967:[27]

| Aeronautica militare           | CKBEM                             |
| ------------------------------ | --------------------------------- |
| Aleksej Archipovič Leonov      | Konstantin Petrovič Feoktistov    |
| Viktor Vasil'evič Gorbatko     | Aleksej Stanislavovič Eliseev     |
| Evgenij Vasil'evič Chrunov     | Vladislav Nikolaevič Volkov       |
| Andrijan Grigor'evič Nikolaev  | Valerij Nikolaevič Kubasov        |
| Valerij Fëdorovič Bykovskij    | Oleg Grigor'evič Makarov          |
| Boris Valentinovič Volynov     | Vitalij Ivanovič Sevast'janov     |
| Georgij Stepanovič Šonin       | Nikolaj Nikolaevič Rukavišnikov   |
| Anatolij Petrovič Kuklin       | Vavlerij Aleksandrovič Jazdovskij |
| Anatolij Vasil'evič Filipčenko | Georgij Michajlovič Grečko        |
| Valerij Abramovič Vološin      | Vladimir Petrovič Nikickij        |

- 26 dicembre 1967:[27]

| Aeronautica militare           | CKBEM                             |
| ------------------------------ | --------------------------------- |
| Aleksej Archipovič Leonov      | Konstantin Petrovič Feoktistov    |
| Viktor Vasil'evič Gorbatko     | Aleksej Stanislavovič Eliseev     |
| Evgenij Vasil'evič Chrunov     | Vladislav Nikolaevič Volkov       |
| Andrijan Grigor'evič Nikolaev  | Valerij Nikolaevič Kubasov        |
| Valerij Fëdorovič Bykovskij    | Oleg Grigor'evič Makarov          |
| Boris Valentinovič Volynov     | Vitalij Ivanovič Sevast'janov     |
| Georgij Stepanovič Šonin       | Nikolaj Nikolaevič Rukavišnikov   |
| Anatolij Petrovič Kuklin       | Vavlerij Aleksandrovič Jazdovskij |
| Anatolij Vasil'evič Filipčenko | Georgij Michajlovič Grečko        |
| Pëtr Il'ič Klimuk              | Vladimir Evgrafovič Bugrov        |

Nel 1969, furono selezionate le coppie:
- Aleksej Archipovič Leonov e Oleg Grigor'evič Makarov
- Valerij Fëdorovič Bykovskij e Nikolaj Nikolaevič Rukavišnikov

Leonov e Makarov passarono alla missione Saljut 1 (DOS-1) nel 1970 e Rukavišnikov si unì a loro nel 1971, nonostante si stesse già preparando per la missione Saljut 2 (DOS-2). Bykovskij iniziò nel 1975 i preparativi per il volo del programma IPRZ (in russo исследование природных ресурсов Земли?, Issledovanie prirodnych resursov Zemli).

#### Test
Nel 1969, prima dell'Apollo 11, furono effettuati i primi lanci di prova del vettore N1 ma si rivelarono un fallimento. A novembre dello stesso anno, fu interrotto l'addestramento dei cosmonauti per l'allunaggio.
Il modulo orbitale 7K-LOK del complesso L3 fu lanciato una volta, mentre il lander T2K-LK fu lanciato tre volte senza equipaggio subito dopo il primo allunaggio statunitense. In base al programma N1-L3, che proseguì per qualche tempo anche dopo il successo dell'Apollo 11, la prima spedizione sovietica avrebbe potuto avvenire solo nel 1975, seguita da una o cinque successive.
La Sojuz 7K-LOK venne installata per i test di volo senza pilota sul vettore N1 durante il suo quarto lancio nel novembre 1972, ma a causa di un incidente al vettore non è mai stata lanciata nello spazio.
Il veicolo spaziale lunare LK T2K fu testato tre volte con successo in orbita vicino alla Terra e senza equipaggio sotto i nomi Kosmos 379, Kosmos 398 e Kosmos 434 rispettivamente nel novembre 1970, febbraio e agosto 1971.
| Missione | Tipo                                                                      | Data           |
| -------- | ------------------------------------------------------------------------- | -------------- |
| 3L       | Prototipi durante i test N1                                               | settembre 1967 |
| 4L       | Riserva                                                                   |                |
| 5L       | LOK e LK senza equipaggio                                                 | dicembre 1967  |
| 6L       | LOK e LK senza equipaggio                                                 | febbraio 1968  |
| 7L       | LOK con equipaggio e LK senza                                             | aprile 1968    |
| 8L       | LOK con equipaggio e LK senza pilota con allunnagio сome riserva del LK-R | giugno 1968    |
| 9L       | LoK con equipaggio e LK senza                                             | agosto 1968    |
| 10L      | LOK e LK con equipaggi e primo cosmonauta sulla Luna                      | settembre 1968 |
| 11L      | LOK con equipaggio e LK senza pilota con allunnagio сome riserva del LK-R |                |
| 12L      | LOK e LK con equipaggi e allunnagio                                       |                |
| 13L      | Riserva                                                                   |                |

Nel 1970 e nel 1972 furono realizzate delle versioni più avanzate dell'N1-L3 tramite i progetti L3M-70 e L3M-72. Quella del 1972 fu l'ultima versione della nave lunare iniziata da Korolëv prima di morire.
L'ultimo lancio del vettore N1 avvenne il 23 novembre 1972, meno di un mese prima dell'Apollo 17 e quindi dell'ultimo allunaggio statunitense. In seguito fu deciso che la prospettiva di andare sulla Luna molto più tardi rispetto al completamento del programma statunitense non avrebbe giustificato gli sforzi e il denaro spesi.
Il 22 maggio 1974, Mišin fu rimosso dal suo incarico di capo progettista del CKBEM, il governo emanò un decreto sulla trasformazione del CKBEM nella NPO Ėnergija e nominò Gluško come nuovo capo progettista. Gluško ordinò l'interruzione di tutti i lavori sul vettore N-1 e sui programmi lunari con equipaggio.

### Ulteriori iniziative e chiusura
Nell'ottobre 1974, Gluško presentò al governo un piano per il lavoro della NPO Ėnergija e per lo sviluppo dell'industria spaziale sovietica per gli anni successivi, delineando un proprio progetto per il programma lunare e la creazione di insediamenti sulla Luna. Fu proposta la realizzazione di un nuovo lanciatore appositamente per le missioni lunari: nella documentazione aveva il nome provvisorio "Vulkan" e riprendeva in gran parte l'N-1 di Korolëv.
Prima dell'attuazione dei programmi per il sorvolo e atterraggio lunari, furono sviluppate proposte tecniche per la creazione e l'uso di un Lunochod (L2) e di una stazione orbitale lunare (L4). Inoltre, dopo il successo degli Stati Uniti e la riduzione dei lavori sul programma N1-L3, fu elaborato il progetto N1F-L3M per garantire missioni di lunga durata entro il 1979 con la prospettiva di realizzare la base lunare Zvezda, di cui era già stato sviluppato un progetto abbastanza dettagliato con modelli di veicoli di spedizione e moduli abitabili.
I risultati del "Laboratorio n. 1" di Leningrado, che nel 1973-1974 guidò lo sviluppo segreto di un progetto preliminare di base lunare permanente in base a un accordo con l'Ufficio di progettazione generale di Vladimir Pavlovič Barmin, furono successivamente implementati sotto forma di un modello a grandezza naturale di moduli residenziali in uno degli hangar del LenZNIIĖP e a Mosca. Dopo la fine dei lavori sulla base lunare, alcuni specialisti furono ri-orientati sullo studio delle risorse naturali terrestri dallo spazio del programma IPRZ
Il programma lunare verrà chiuso formalmente nel 1976.